# Circo

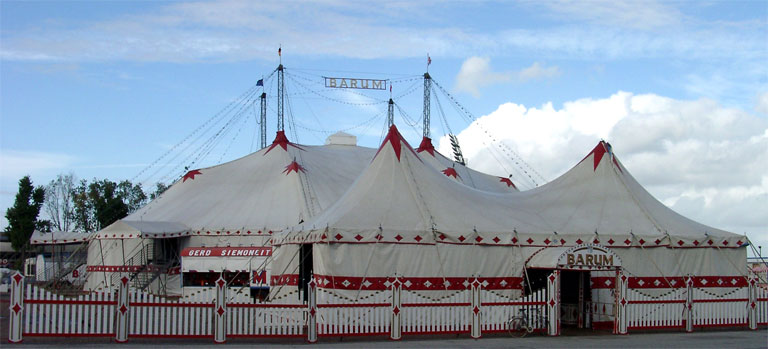
Circo tradicional.

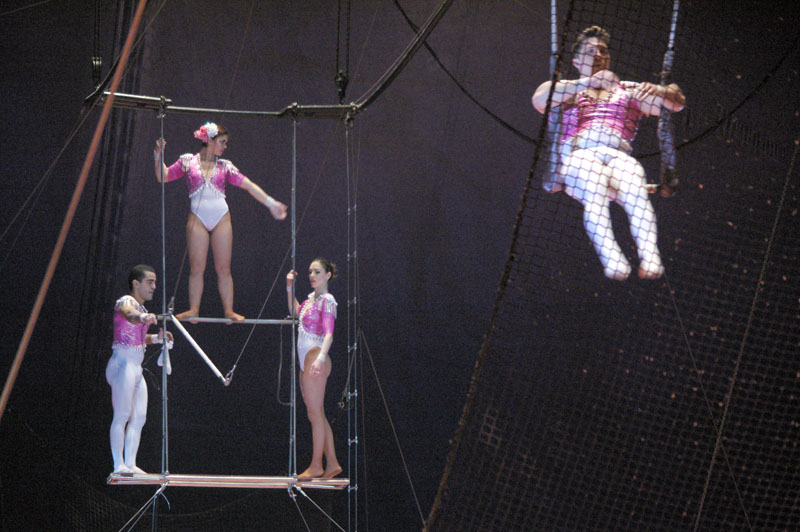
Trapecistas en el Circo Americano.

Un circo (en latín: circus) es un tipo de espectáculo artístico; es toda agrupación de intérpretes y artistas que realizan diversas formas de entretenimiento para un público. El término «circo» también describe, por una parte, a la estructura en la que este tipo de espectáculos artísticos toma lugar, denominada carpa; el término por otra parte, también describe a las artes circenses, el campo del arte que engloba toda comunidad, intérpretes y de la formación de toda persona para la interpretación de algún acto en un circo.
El circo contiene diferentes y diversos espectáculos artísticos, realizados por diferentes artistas de diferentes disciplinas físicas (véase la siguiente lista), como también de artes más tradicionales como la danza y la música. Un acto que es común dentro de espectáculos circenses incluye el uso de animales para ciertos actos, como son la doma de animales salvajes, este mismo tipo de acto circense es muy criticado mundialmente, siendo considerado como crueldad animal, misma razón que llevó a la prohibición del uso animal en circos en varios países.
En Argentina se dio una variante de este género artístico, denominada «circo criollo», surgida entre 1840 y 1866 en los alrededores de la ciudad de Buenos Aires, y donde se difundió principalmente el género gauchesco a través de danzas y canciones.

## Historia

### Antigüedad
La historia del circo se remonta al legado cultural dejado por las civilizaciones antiguas, desde el lejano oriente (China, Mongolia, India, etc.), hasta el occidente próximo (Grecia, Roma, Egipto, etc.) y las americanas. En estas sociedades, al menos desde milenios atrás, algunas de las actividades que hoy se relacionan con el contenido circense, como la acrobacia, el contorsionismo o el equilibrismo, tenían una utilidad altamente relacionada con la preparación de guerreros, con los rituales religiosos y con las prácticas festivas.
De acuerdo con los antropólogos Blanchard y Cheska (1986: 67),[cita requerida] la práctica de la acrobacia se remonta a la cultura mesopotámica, con un pasado de más de 3000 años. En ese momento, según estos autores, el acróbata competía «consigo mismo, con las fuerzas de la naturaleza y con sus propios compañeros de tribu» (op. cit.: 87).[cita requerida]
Paralelamente, en China, el «arte acrobático», o simplemente la acrobacia, «tiene una historia milenaria», superior a los 2000 años, conforme prueban hallazgos arqueológicos. Según los apuntes de David Marfil (2004), unas de las pruebas más antiguas de la existencia del circo es un grafiti encontrado en Egipto en la tumba de Ben Hassan, con fecha aproximada de 2040 a. C.

Tal y como señalan De Blas y Mateu (2000),[cita requerida] en el antiguo oriente (3000 años atrás aprox.), los malabaristas y acróbatas ya viajaban juntos en troupes, utilizando todo tipo de objetos, tales como armas (instrumentos típicos de las artes marciales), juguetes infantiles (diábolo, bastón del diablo) y utensilios domésticos (jarrones de porcelana), que lanzaban y recibían con diferentes partes del cuerpo, por ejemplo.

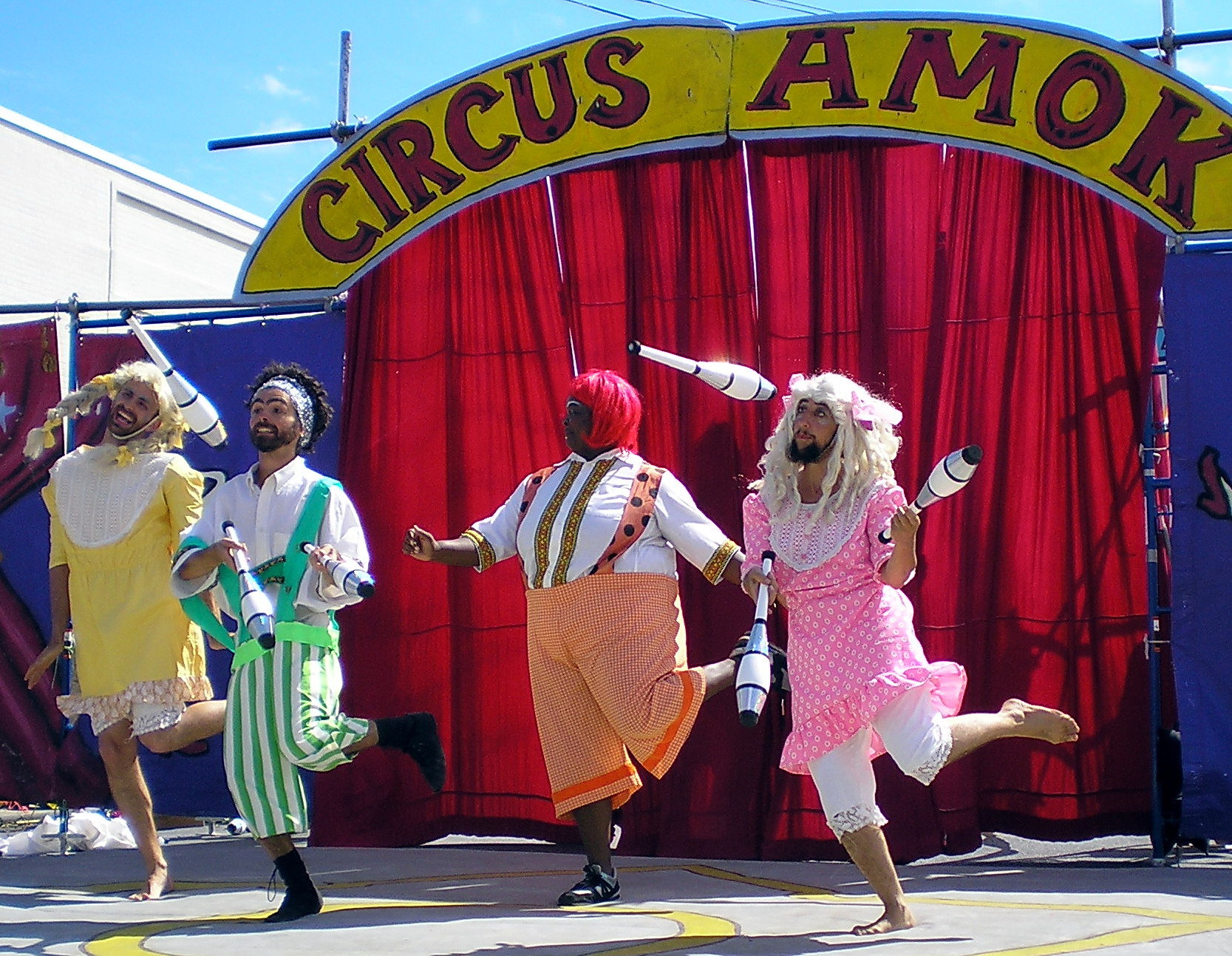
Payasos de circo.

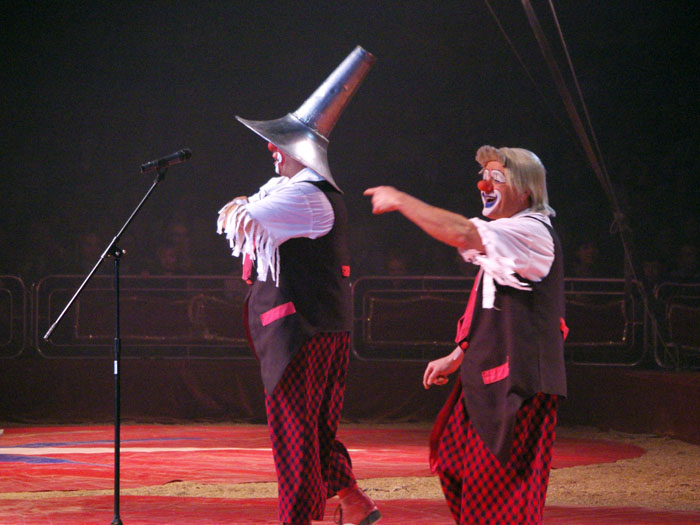
Payasos en el Circo Americano

Por otro lado, en Grecia, los atletas, en su búsqueda particular por demostrar gran fuerza, realizaban juegos de malabares con objetos de gran porte (en su mayoría pesados), como las ruedas de los carros, por ejemplo. En la cultura griega, y en otras del mismo período, las mujeres también «malabareaban», como se puede apreciar en algunas ánforas y jarrones griegos o en los grabados de las tumbas egipcias. Además, en otras civilizaciones antiguas, como la China y otras de la América Central y del Pacífico Sur, las mujeres también participaban de este tipo de actividades, como bien ilustra el famoso caso de las islas Tonga (en el Pacífico Sur), donde las niñas (solamente mujeres) hacían, y todavía hacen, malabarismos con grandes nueces denominadas tui tui, y donde el éxito de su acto malabarístico tiene consecuencias sociales importantes, respecto al matrimonio, a las posibilidades de ascensión social, etc. (op. cit.).[cita requerida] Con los primeros viajes a América llegaron noticias de las costumbres aborígenes, como en el caso de los Aztecas, especializados en el antipodismo (malabares con los pies), y los Shoshoni del Sur de California, donde los malabares eran parte de los juegos de los niños, como por ejemplo en carreras de velocidad mientras manipulaban tres pelotas (op. cit.).[cita requerida]

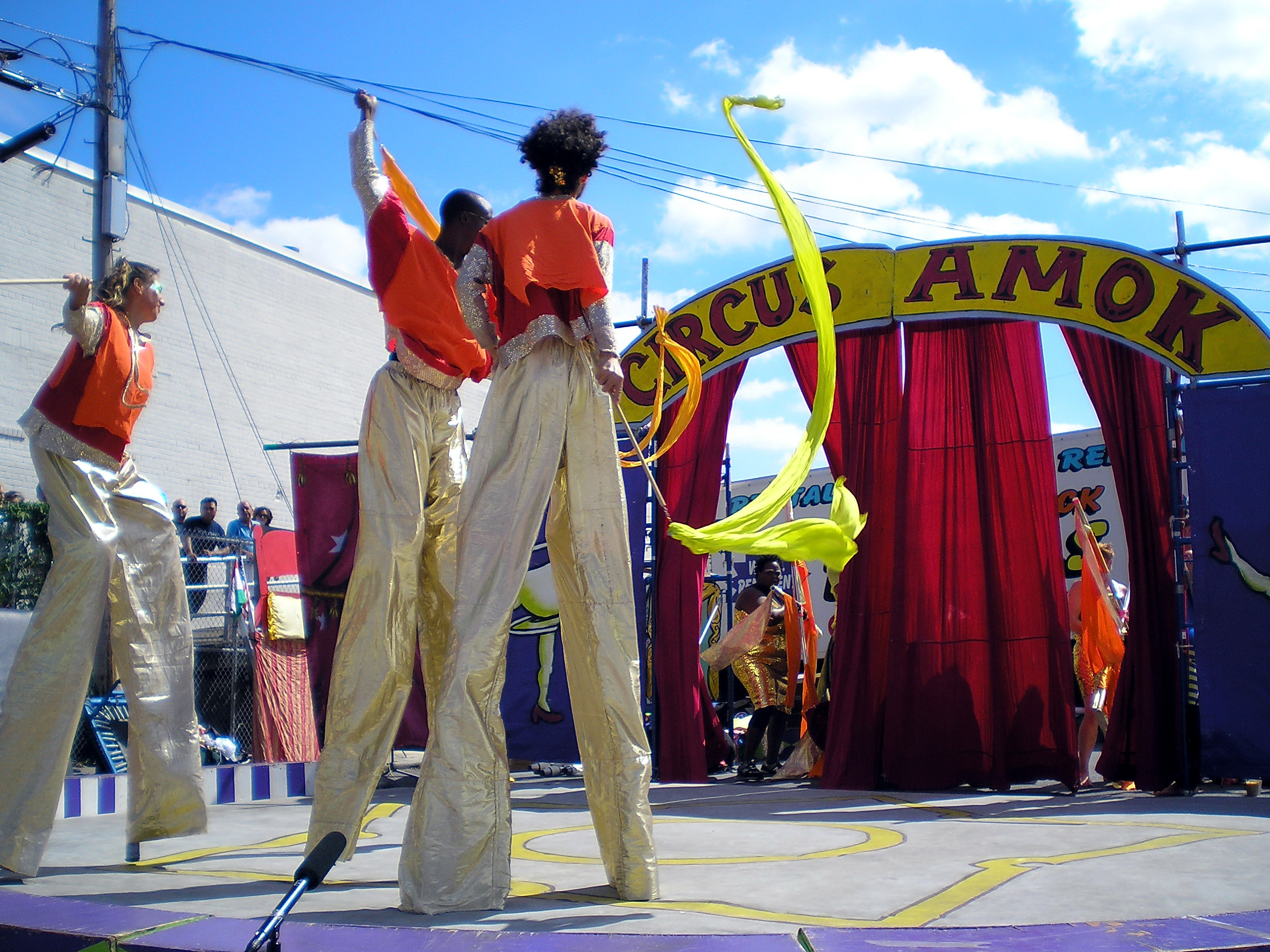
Chichimecos (zancudos) de circo.

Con todo, fueron los romanos quienes, en la antigüedad, dieron el nombre «circo» a las actividades de entretenimiento, o mejor dicho, a los espectáculos públicos. Según el diccionario de la Real Academia Española (1992: 480), el circo era «el lugar reservado entre los romanos para algunos espectáculos, especialmente para las carreras de carros y caballos. Tenía comúnmente forma de paralelogramo prolongado, redondeado en uno de sus extremos, con gradas alrededor para los espectadores». Además de las carreras, en el circo romano los desafíos concentraban los duelos de vida y muerte entre hombres y animales.

### Edad media hasta la actualidad

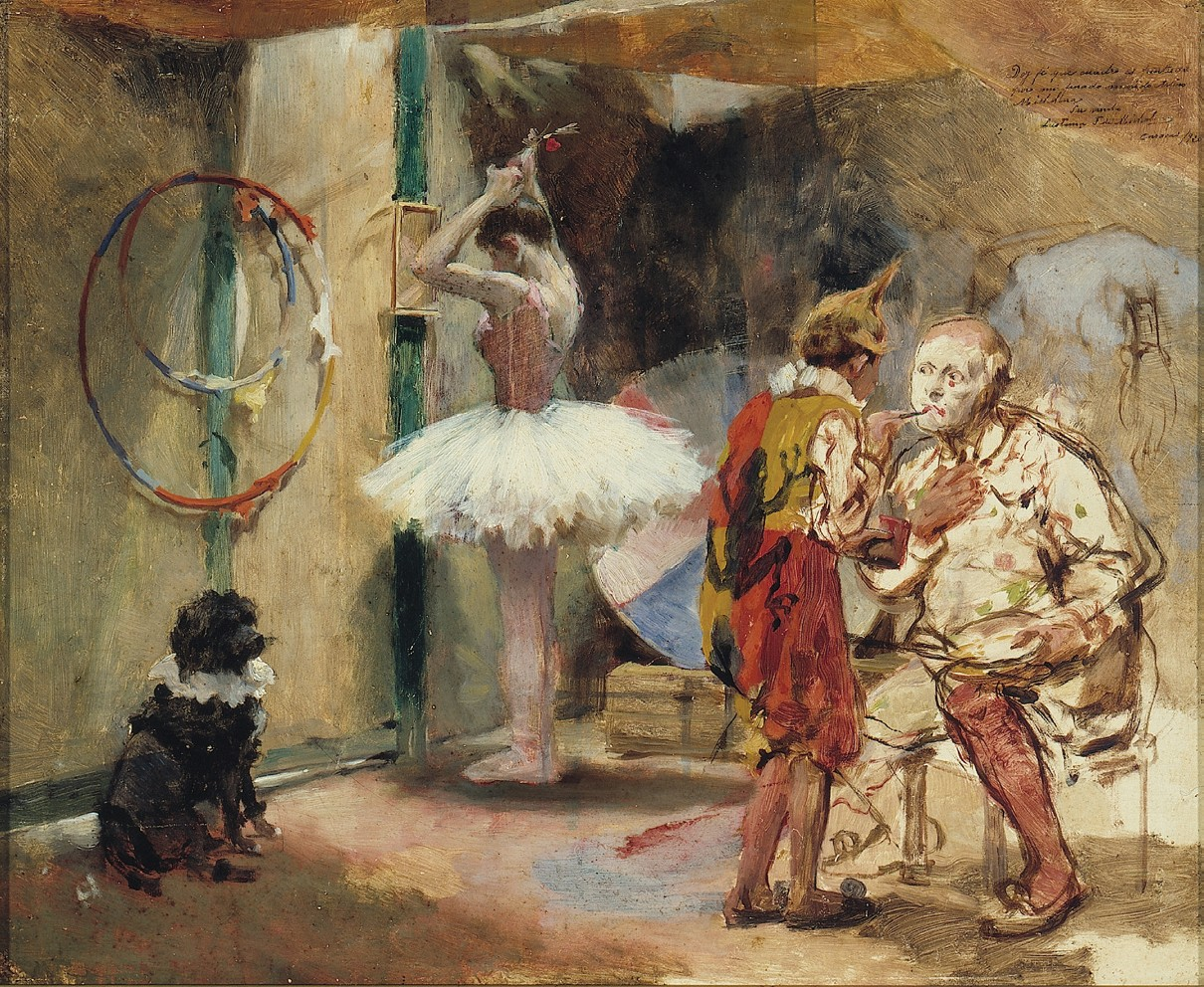
Escenas del circo (1891) de Arturo Michelena

Tras la decadencia de estas civilizaciones antiguas, principalmente las occidentales, las artes corporales (teatro gestual, danza, gimnasia y circo) se «eclipsaron», perdiendo su interés entre la población. Posteriormente, en la Europa de la Edad Media, las artes corporales empezaron a recobrar su espacio, volviendo poco a poco a la realidad ciudadana. Pero fue en el Renacimiento cuando los artistas circenses volvieron a tomar los pueblos y las calles de muchos países europeos, ampliando el estatus social de dicha cultura. De acuerdo con Soares (1998: 55), el circo en el Renacimiento deslocava os habitantes das vilas e cidades das rotinas binárias do trabalho e do descanso, consolidando en una práctica que rompía con el orden institucional, divergía del concepto utilitario y visaba sobre todo la "divercion", la risa descomprometida de la función educativa, buscando encantar y entretener el público. Era un arte del entretenimiento.
En este período las «troupes de saltimbanquis» ya incluían en sus espectáculos la música, el baile, los cuentos populares, las narraciones épicas y los títeres, además de las habilidades clásicas como la acrobacia y los malabares (De Blas y Mateu, 2000). En este momento imperaba una forma «libre» de exploración de las posibilidades corporales (Annie Fratellini en Unesco, 1988: 27). En muchos pueblos se llegaba a acoger a los artistas itinerantes, ofreciéndoles un lugar para presentar sus espectáculos, como atracción de los acontecimientos públicos importantes. De forma lenta, pero sólida, se pudieron formalizar itinerarios, caminos por los cuales miles de artistas solían pasar durante todo el año.
El circo contemporáneo se caracteriza por una mezcla de prácticas, de las cuales se pueden destacar la música, el teatro, la pantomima, la acrobacia, la gimnasia, etc. Se trata de un modelo artístico de circo, en el que la técnica está al servicio del arte y de la expresión.
El primer circo moderno fue inaugurado por Philip Astley en Londres, Inglaterra, el 9 de enero de 1768.

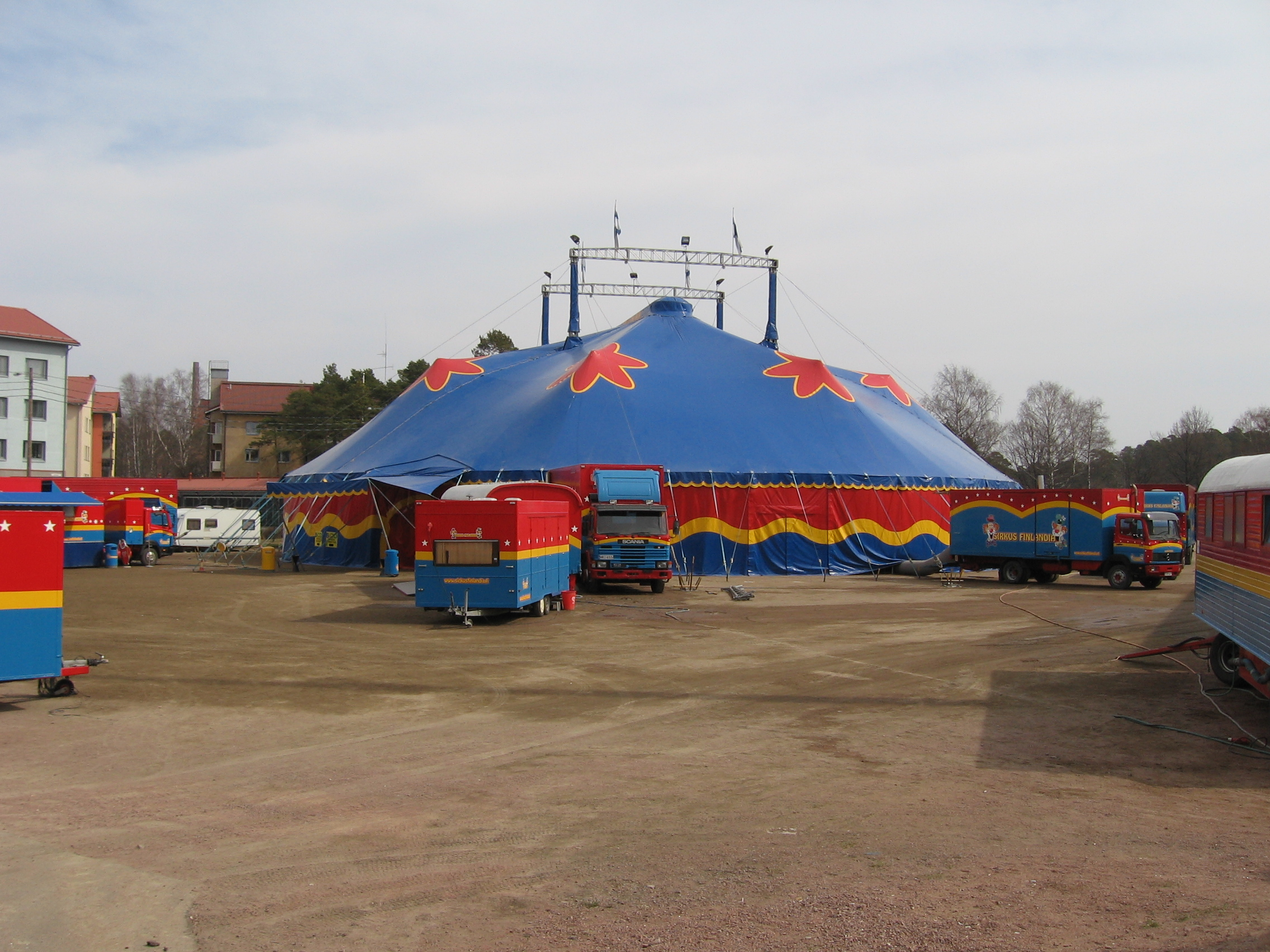
Circo en Finlandia.

### Uso de animales
Históricamente, se ha utilizado una variedad de animales en los actos. Si bien los tipos de animales utilizados varían de un circo a otro, los grandes felinos (leones, tigres y leopardos), zorros, lobos, hurones, visones europeos y americanos, comadrejas, camellos, llamas, elefantes, jirafas, cebras, caballos, burros, aves (como loros, palomas y cacatúas), leones marinos, osos pardos, chimpancés, monos y animales domésticos como gatos y perros son los más comunes.
La primera participación de animales en el circo fue solo la exhibición de criaturas exóticas en una colección de animales salvajes. Desde principios del siglo XVIII, los animales exóticos fueron transportados a América del Norte para exhibirlos, y las casas de fieras eran una forma popular de entretenimiento. Los primeros actos de animales verdaderos en el circo fueron actos ecuestres. Pronto también se exhibieron elefantes y grandes felinos. Isaac A. Van Amburgh entró en una jaula con varios grandes felinos en 1833 y, en general, se le considera el primer entrenador de animales salvajes en la historia del circo estadounidense. Mabel Stark fue una famosa domadora de tigres.

## Controversia

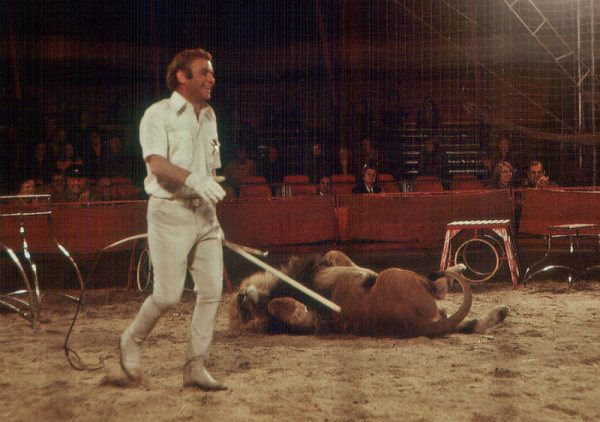
Domador de leones.

Las deformaciones o condiciones especiales en animales o en humanos eran parte de un espectáculo mórbido al que, peyorativamente, se refería como "show de fenómenos" (freak show, en inglés). Un caso famoso fue el del «Hombre elefante» (Joseph Merrick; 1862-1890). Aunque vetados en muchas partes del mundo, en algunas otras estos espectáculos continúan de forma separada y paralela a algunas ferias o carnavales.
Respecto a los derechos de los animales, son numerosas las ONG de defensa de los derechos de los animales, ciudadanos y colectivos sensibilizados en el tema, como el de veganos que no solo critican duramente el trato que se le da a los animales que son empleados en algunos circos, sino que desaprueban el hecho de sacar a los animales de su hábitat natural contra su voluntad, encerrarlos y usarlos como objetos para entretener. Por ello, hacen campaña para pedir a la gente que no vaya a circos en los que se haga uso de animales. En España, dicha polémica cobró protagonismo al denunciarse el estado de los animales en el circo del domador Ángel Cristo.
También se denuncia que conductas que en muchos circos se ven habitualmente, como los animales enjaulados que no paran de dar vueltas o los elefantes que mueven la cabeza de lado a lado continuamente, son muestras de los trastornos psicológicos acarreados a estos animales por la vida en el circo. Por ello, en algunos países se ha prohibido el uso de determinadas especies, como en la India, donde en 2009 se prohibió el uso de elefantes tanto en circos como en zoológicos, o en otros, como Canadá, Suecia, Dinamarca, Bolivia y México, además de en diversas ciudades de otros estados, donde está prohibido el uso de cualquier animal en los circos.
En México, en los últimos años ha permeado en sectores de las sociedades urbanas una nueva concepción del lugar que ocupan los animales en su relación con el ser humano. Movimientos y organizaciones no gubernamentales pro animales, así como los “eco filósofos”, han recuperado parte de la visión de las comunidades campesinas sobre la importancias de la preservación de todas las especies en su espacio natural. Así, intentan revertir la posición de superioridad del ser humano frente a todas las especies, lo que ha llevado, incluso, a utilizarlos para el simple regocijo y entretenimiento, dejando de lado las necesidades de los propios animales.
Es por esto que recientemente se promulgaron nuevas leyes y se realizaron adecuaciones a las ya existentes, que prohíben, bajo penas fuertes, la crueldad y el maltrato hacia los animales. Una de las reformas con más repercusión fue la Ley General de Vida Silvestre.
Reformas a la Ley General de Vida Silvestre
"En diciembre de 2014, la Cámara de Diputados de México aprobó la reforma a la Ley General de Vida Silvestre, la cual prohíbe el uso de animales silvestres, tales como felinos, elefantes o primates, en espectáculos en todo el país, particularmente en circos". "La reforma modifica algunos artículos de las leyes generales de Equilibrio Ecológico y la Protección al Ambiente y de Vida Silvestre para establecer expresamente la prohibición de que los circos usen animales silvestres".
La Ley General de Vida Silvestre contempla que:
- El artículo 78 es el que establece la prohibición para que los circos usen animales en sus espectáculos.
- La fracción XXIV del Artículo 122 considera como infracción la realización de actos que contravengan las disposiciones de conservación de vida silvestre fuera de su hábitat natural establecidas en la ley.
- El artículo 127 plantea que quien cometa dicha infracción se hará acreedor a una multa de 50 a 50 mil veces el salario mínimo, lo que equivale actualmente a entre tres mil 364 pesos y hasta tres millones 364 mil.

El 8 de julio de 2015 dicha reforma entró en vigor, obligando a los dueños de los circos a reubicar a los animales usados en los espectáculos. Esto significó un problema adicional: la nueva ley no contemplaba la creación de refugios para los animales ya presentes en los circos, ni obligaba a las instituciones gubernamentales a protegerlos. A partir de las críticas surgidas en medios de comunicación, el gobierno dio respuestas parciales e insuficientes, a decir de las organizaciones. El precio de venta puesto a los animales y la gran cantidad de ejemplares explotados rebasaron la capacidad de santuarios y zoológicos para protegerlos.

## Festivales de circo y premios
Chile

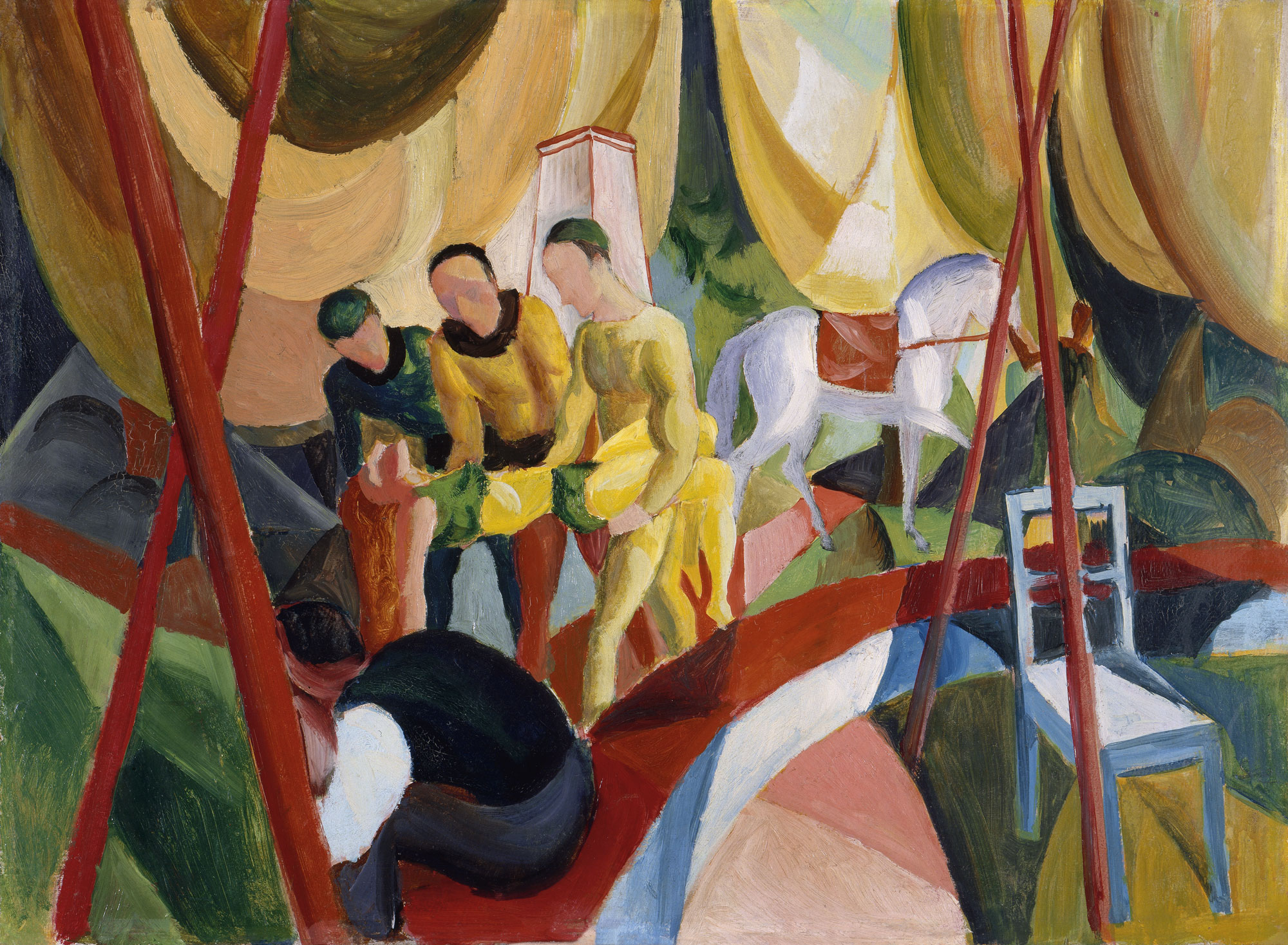
Circus (‘El circo’, 1913), de August Macke, 47 × 63,5 cm; en el Museo Thyssen Bornemisza.

- Festival de Circo Chileno: Sindicato de artistas circenses crea la primera versión de la entrega de premios a los artistas Chilenos, así con ella reconociendo a los valuartes que tiene el Circo en Chile. Este evento pretende llevarse a cabo todos los años en un gran evento.

España
- Festival Internacional de Circo de Albacete, se celebra anualmente en la ciudad de Albacete desde 2008.[19]
- FIRCO: Festival Iberoamericano de Circo, se celebra anualmente en el Teatro Circo Price de Madrid desde el año 2018.
- Feria de Circo Trapezi: Festival de Circo Internacional que se celebra anualmente durante el mes de mayo desde el año 1997 en Barcelona.

Argentina
En mayo de 2014 se celebró la sexta edición de Buenos Aires Polo Circo. Dicho evento se celebra a través de diversas funciones y espectáculos, realizados por compañías nacionales e internacionales del arte circense. Dicho evento tiene su sede en Combate de Los Pozos y Av. Juan de Garay, Distrito Federal, Buenos Aires. A su vez se realizan funciones en diferentes plazas, centros culturales, teatros, museos y escenarios montados en la ciudad porteña. Durante dicho evento se realizan también talleres, charlas y capacitaciones a cargo de diversos formadores nacionales e internacionales.

## Lista de disciplinas circenses
- Acrobacia
- Adagio
- Anillas
- Antipodismo
- Aro aéreo
- Banquina
- Barra rusa
- Báscula
- Bastón
- Ciclismo artístico
- Cintas aéreas
- Columpio ruso
- Comba
- Contorsionismo
- Cama elástica
- Cuerda aérea (corde lisse)
- Cuerda floja
- Cuerda volante (cloud swing)
- Cuadrante aéreo
- Diábolo
- Doma de animales
- Doma de caballos
- Equilibrismo
- Escapismo
- Escalera de equilibrios
- Faquirismo
- Forzudos
- Funambulismo
- Globo de la muerte
- Hombre bala
- Hula hoop
- Látigo
- Lazo corredizo
- Magia
- Malabarismo
- Malabarismo de contacto
- Mano a mano
- Mástil chino
- Mástil danés
- Mentalismo
- Mimo
- Monociclo
- Payaso
- Palo chino (devilstick)
- Pared de la muerte
- Péndulo o rueda de la muerte
- Platillo giratorio (disco chino)
- Pogo saltarín
- Red aérea
- Rola Bola
- Rueda alemana
- Rueda Cyr
- Swing
- Suspensión capilar (acrobacia aérea)
- Suspensión dental (acrobacia aérea)
- Tela acrobática
- Títeres
- Torsión de globos
- Tragafuegos
- Tragasables
- Trapecio (fijo, volante)
- Trapecio de equilibrio en vuelo (Trapecio Washington)
- Uniciclo (monociclo)
- Ventriloquía
- Volteo ecuestre
- Zancos